# 輝け!ロック爆笑族
輝け!ロック爆笑族は、かつてフジテレビの深夜に放送された特別番組。全3回放送された。

## 番組概要
デーモン小暮が司会を務め、紅組と白組に分かれて売り出し前のミュージシャンや大物アーティスト等がハードロックをメインに音楽VTRを制作。それを鑑賞した審査員が紅組と白組のどちらが良かったかを採点する。売り出し前で言えば、BINGO BONGO時代のユースケ・サンタマリアや作家活動前の嶽本野ばら、So What?時代の冠徹弥等がVTR出演している。音楽に携わる者であればロック専門でなくともVTRに出演し、歌や演奏を披露した。例として2回目の特番で国本武春がロック風浪曲を披露している。当番組の構成作家の鮫肌文殊も捕虜収容所というバンドで出演している。番組タイトルからもわかるようにコミックソング仕立ての楽曲が主体であり、深夜に放送されていたので、歌っている内容的に下ネタを扱った楽曲なども色々多かった。初回は1993年12月30日に放送。3回目の特番（1994年9月放送）では番組が完結する事が決定されたので再び再開される事を願い、エンディング曲にあみんの「待つわ」が流されたが復活する事は無かった。

## 主な出演者
- デーモン小暮（聖飢魔II・第1回と第3回MC）
- きんたミーノ（おかげ様ブラザーズ・第2回MC）
- 濱田マリ（モダンチョキチョキズ・赤組）
- 矢倉邦晃（モダンチョキチョキズ・紅組）
- きたろう（シティボーイズ・白組）
- 斉木しげる（シティボーイズ・白組）

ほかゲスト数名とVTR出演者

## スタッフ
- 企画：河合徹（フジテレビ）
- 構成：鮫肌文殊、Elephant OnlyKnows、テッツ・カワーイ、Chang-Mari Times、矢倉邦晃
- 技術：柳原成 (#2.#3)、水越行夫 (#2)、田中文夫 (#1)
- カメラ：長瀬元孝 (#1.#3)、小川信明 (#2)
- ＶＥ：花田慎太郎 (#2)、木部伸一郎 (#3)
- 照明：加藤由美子（ティエルシー）
- 音声：入佐隆 (#1.#3)、桑原博之 (#2)、菅原正巳 (#2)（TAMCO）
- 音響効果：橅木正志（東京サウンド企画　現 スカイウォーカー）
- 編集：大内一学 (#2)、関井昭男、石丸健一 (#1)（全員 RVC）
- ＭＡ：石塚宇生（RVC）
- 美術：栗田寛
- 美術進行：飯尾次郎 (#1)
- 大阪ロケ技術：山田俊一 (#3)
- 技術協力：東通、TAMCO、RVC、CORE (コアプロジェクト)
- 美術協力：ル・オブジェ・アール・スタジオ
- 楽器協力：パール楽器製造株式会社、ALL IN ONE、SOUND CREW
- 協力：TMC砧スタジオ、スタジオROX、ミノヤホール、バナナホール
- 広報：松永佳子（フジテレビ）
- プロデューサー：次廣靖（イースト）
- 演出：井上晃一（当時 イースト）
- 制作：イースト、フジテレビ